# Sojuz TMA-07M
Sojuz TMA-07M – misja statku Sojuz do Międzynarodowej Stacji Kosmicznej. Start nastąpił przed świtem 19 grudnia 2012 roku (12:12:36 UTC) z kompleksu startowego nr 1 kosmodromu Bajkonur w Kazachstanie.
Sekwencja cumowania do stacji rozpoczęła się 21 grudnia o 11:51 UTC i po szeregu manewrów została zakończona o 14:09 UTC. Załoga Sojuza TMA-07M stanowiła połowę 34. i 35. ekspedycji na MSK.
Odcumowanie nastąpiło 13 maja 2013 roku o 23:08 UTC. Kapsuła z trójką załogi wylądowała bezpiecznie w Kazachstanie 14 maja o 02:31 UTC.

## Załoga

### Podstawowa
- Roman Romanienko (2) – dowódca (Rosja)
- Chris Hadfield (3) – inżynier pokładowy (Kanada)
- Thomas Marshburn (2) – inżynier pokładowy (USA)

### Rezerwowa
- Fiodor Jurczichin (4) – dowódca (Rosja)
- Luca Parmitano (1) – inżynier pokładowy (ESA, Włochy)
- Karen Nyberg (2) – inżynier pokładowy (USA)

## Galeria

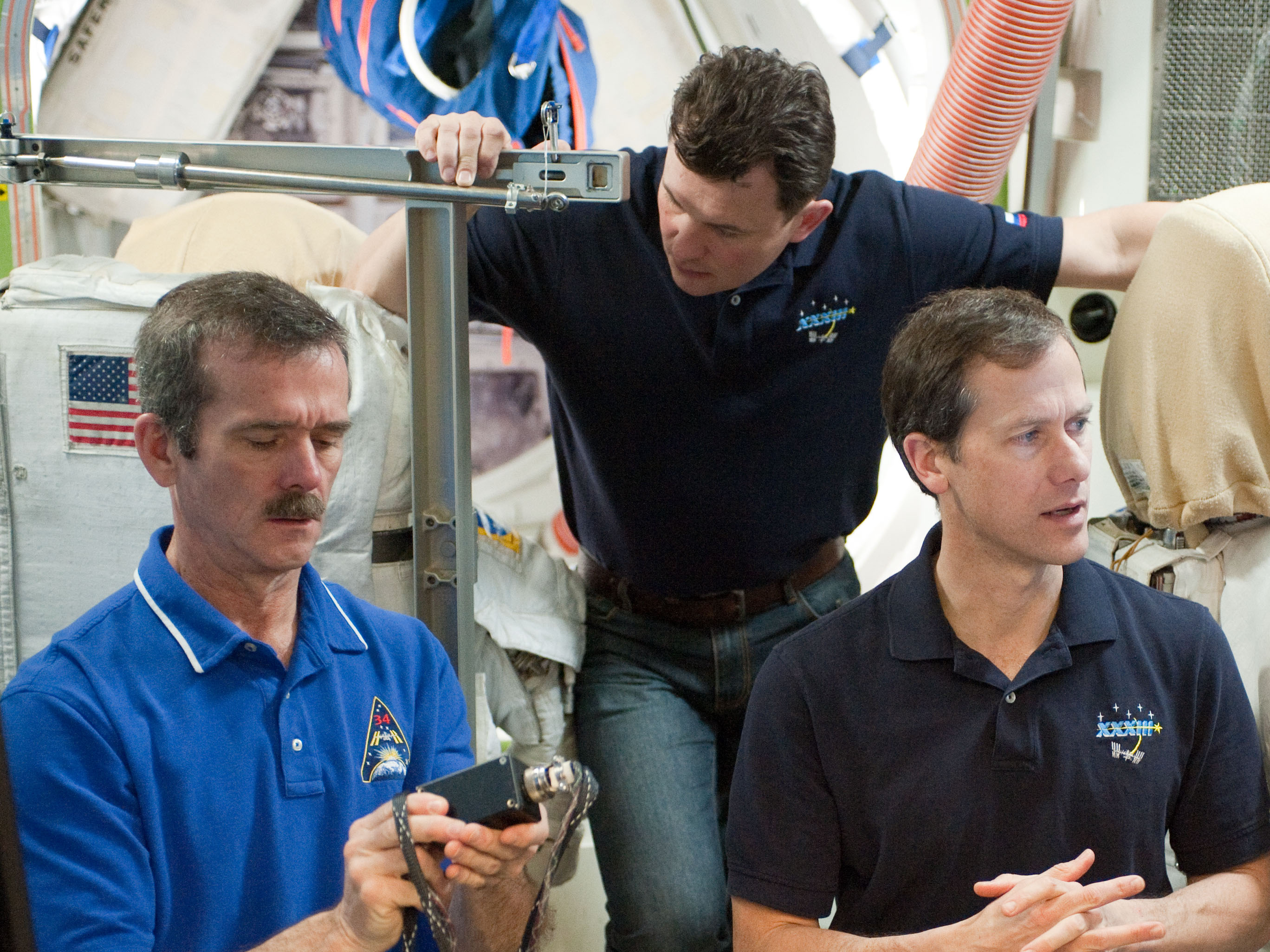
Załoga podczas treningu
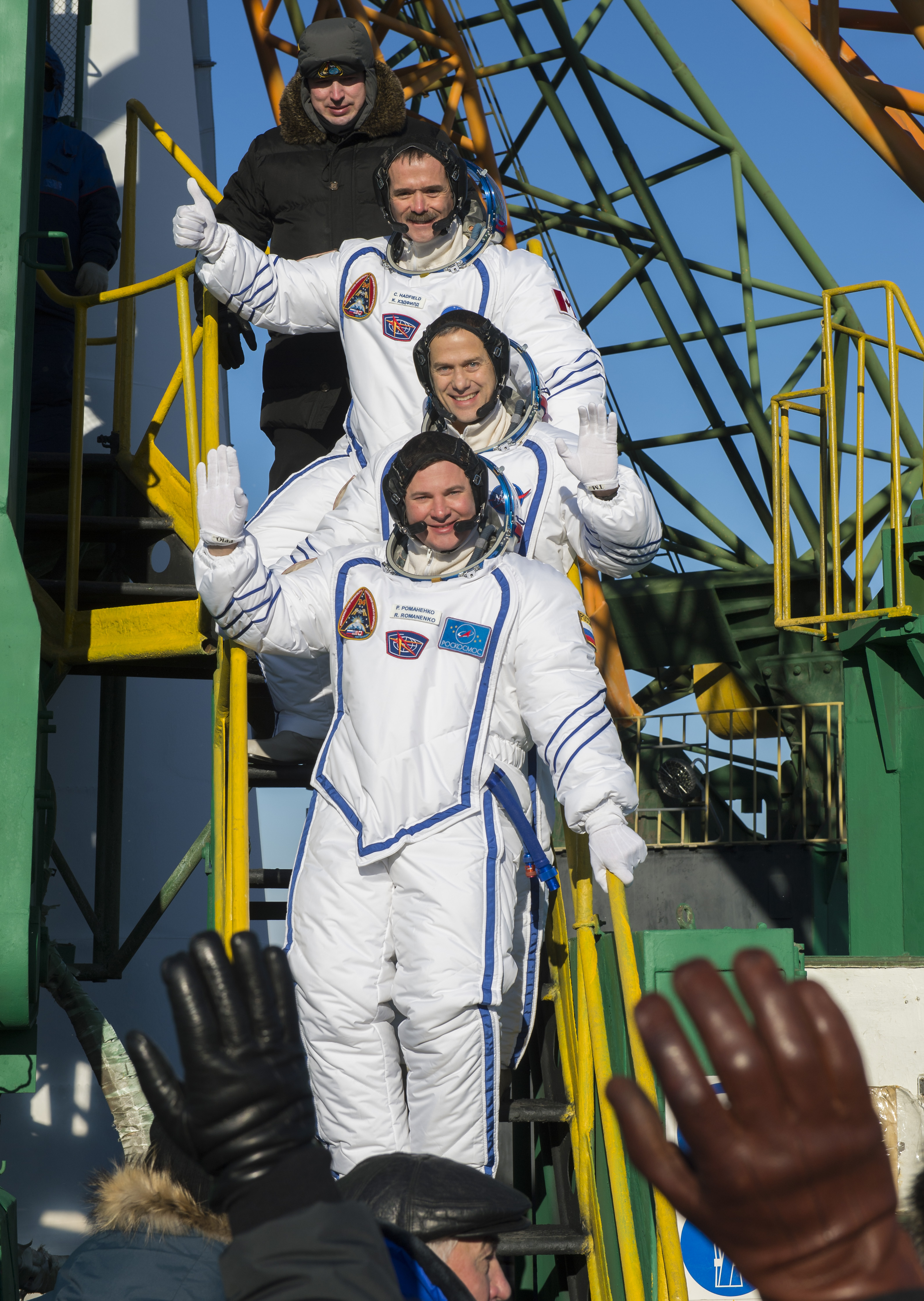
Pożegnanie załogi przed startem
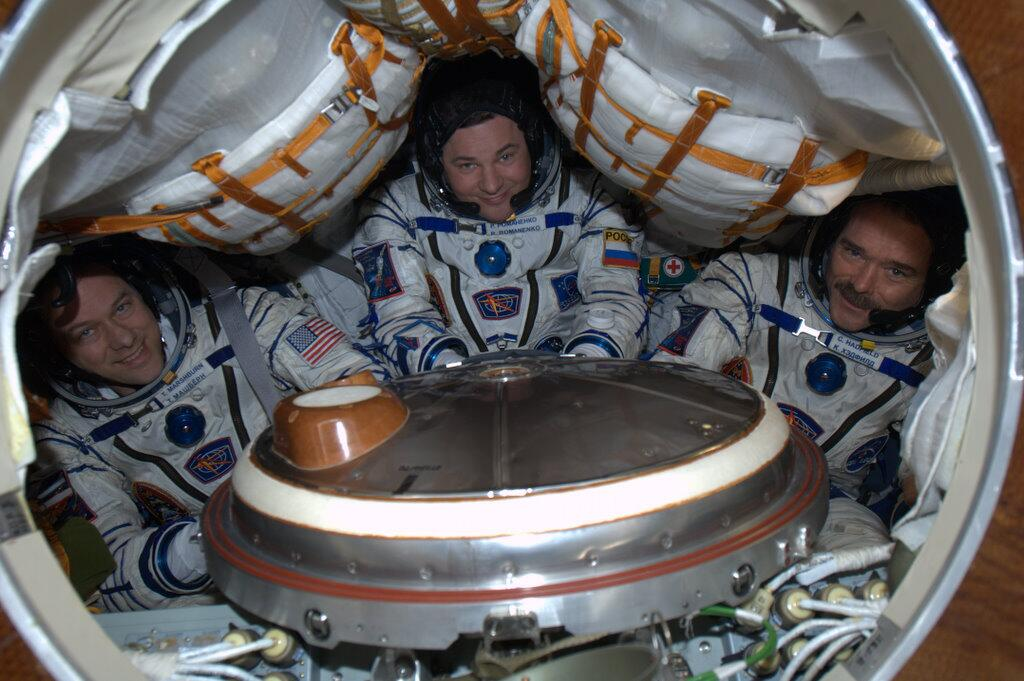
Na pokładzie Sojuza TMA-07
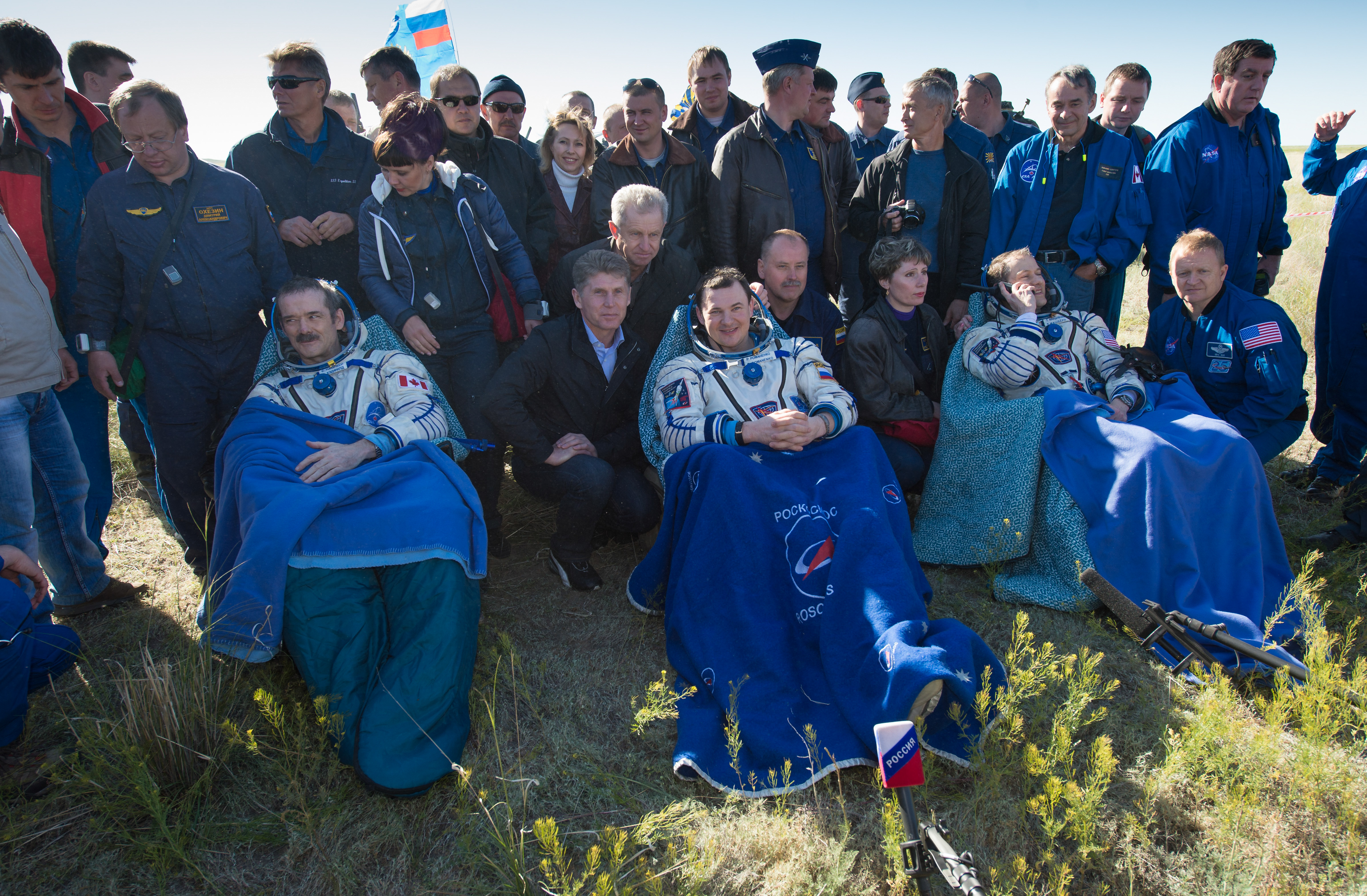
Załoga na ziemi